# Ottelia alismoides
Ottelia alismoides là một loài thực vật có hoa trong họ Hydrocharitaceae. Loài này được (L.) Pers. mô tả khoa học đầu tiên năm 1805.